# Aimé Planchon
Pour les articles homonymes, voir Planchon.
Aimé Planchon est un escrimeur, nageur, pongiste et lugeur handisport français, né le 6 octobre 1934 à Chambly dans le département de l'Oise et mort le 20 janvier 2022 dans la même ville. Il est l'un des premiers médaillés d'or paralympiques en escrime par équipe.

## Biographie
Aimé Planchon se blesse  à la moelle épinière et aux jambes durant la guerre d'Algérie, ce qui l'a rendu paraplégique. 
Il participe et remporte des médailles aux Jeux paralympiques de Tokyo (1964), aux Jeux paralympiques de Tel-Aviv (1968), aux Jeux paralympiques de Toronto (1976) et aux Jeux paralympiques de Arnhem/Pays-Bas (1980),. Le pays l'honora en le faisant chevalier de la Légion d'honneur puis après plusieurs années, en étant élevé au rang d'officier de la Légion d'honneur.
Il est le chef de la délégation française aux Jeux paralympiques d'hiver de 1976 à Örnsköldsvik.

## Palmarès

### Escrime
- Jeux paralympiques de Tokyo en 1964
  -  Champion paralympique au sabre par équipe
  -  Médaillé d'argent à l'épée par équipe
  -  Médaillé de bronze au sabre individuel
- Jeux paralympiques de Tel-Aviv en 1968
  -  Champion paralympique au sabre par équipe
  -  Champion paralympique à l'épée par équipe
  -  Médaillé d'argent au fleuret par équipe
- Jeux paralympiques de Toronto en 1976
  -  Champion paralympique au sabre par équipe
  -  Médaillé d'argent au fleuret individuel
  -  Médaillé d'argent au fleuret par équipe
  -  Médaillé de bronze au sabre individuel
- Jeux paralympiques de Arnhem en 1980
  -  Champion paralympique au sabre par équipe
  -  Champion paralympique au fleuret par équipe
  -  Médaillé d'argent au sabre individuel
  -  Médaillé de bronze au fleuret individuel

### Natation
- Jeux paralympiques de Tokyo en 1964
  -  Médaillé de bronze au 50 mètres brasse

### Course sur luge
- Jeux paralympiques d'hiver de Geilo en 1980
  - 6e au 100 mètres hommes

## Décorations
- Chevalier de la Légion d'honneur
- Officier de la Légion d'honneur